# Liudmila Kupriànova
Liudmila Alekséievna Kupriànova (1914 - 13 de gener de 1987), rus: Людмила Андреевна Куприянова, fou una distingida palinòloga soviètica. Va ser la fundadora del Laboratori de Palinologia en l'Institut Botànic Komarov de l'Acadèmia Russa de les Ciències a Sant Petersburg (Leningrad).

## Vida
La seva carrera professional abasta prop de cinquanta anys, la major part de la qual associada a l'Institut Komarov a Sant Petersburg. Durant molts anys va ser la directora del grup de palinologia. Fou de les primeres que van reconèixer la necessitat de crear una col·lecció de referència de pol·len i espores. El resultat d'anys de treball va portar al seu equip a ser àmpliament conegut. La Palinoteca de l'Institut (que emmagatzema mostres de pol·len) en l'actualitat conté 21.000 exemplars de palinomorfs.
Liudmila Kupriànova va publicar més de dos-cents articles sobre botànica sistemàtica, història de la flora i l'estructura del pol·len. Els seus primers treballs van ser dedicats al processament taxonòmic de diversos gèneres de plantes Leonurus, Linaria, Lotus, Panzerina i així successivament per a "flora de l'URSS". El seu primer article científic sobre el pol·len de les rosàcies va arribar el 1940. El 1948 va publicar un exhaustiu estudi titulat "morfologia del pol·len i filogènia monocotiledònies", que es considera un èxit important en la seva àrea d'estudi. El tema que va triar per a la seva tesi fou la palinologia de les Amenthaceae (ara dividida en diverses famílies: salicàcies, betulàcies, fagàcies, juglandàcies, miricàcies). Fou un dels dels pioners en la utilització del microscopi electrònic en l'estudi de l'estructura del pol·len de les plantes dels gèneres Allium, Chloranthus, Cousinia, Liquidàmbar, Nelumbo i Nymphaea. L. Kupriànova descriu el gènere Nothofagus com una família separada de plantes amb flors de l'ordre dels fagals.
L. Kupriànova fou una participant activa en nombrosos congressos botànics i geològics internacionals Era una reconeguda experta mundial en el camp de la palinologia i fou convidada als consells editorials de diverses publicacions internacionals, per exemple Pollen et Spores (França), Review of Palaeobotany & Palynology (Països Baixos) i World Pollen and spores (Suècia).
Va morir el 13 de gener del 1987 a Leningrad a causa d'un atac de cor. Està enterrada al cementiri Bogoslóvskoie.

## Honors
- Grosxeim, li va dedicar el nom d'una espècie del gènere Secale: Secale kuprijanovii Grossh.
- Tatiana Krestóvskaia li va dedicar el nom de l'espècie del gènere Leonurus que Liudmila estava estudiant: Leonurus kuprijanoviae Krestovsk, 1988